# Ken Flach
Kenneth Eliot Flach (St. Louis, Missouri, 1963. május 24. – San Francisco, Kalifornia, 2018. március 12.) olimpiai bajnok amerikai teniszező.

## Sikerei, díjai
- Olimpiai játékok
  - aranyérmes: 1988, Szöul – férfi páros

## Grand Slam-döntői

### Páros

#### Győzelmei (4)
| Év   | Helyszín  | Partner       | Ellenfél a döntőben                 | Eredmény a döntőben     |
| 1985 | US Open   | Robert Seguso | Henri Leconte Yannick Noah          | 6–7, 7–6, 7–6, 6–0      |
| 1987 | Wimbledon | Robert Seguso | Sergio Casal Emilio Sánchez Vicario | 3–6, 6–7, 7–6, 6–1, 6–4 |
| 1988 | Wimbledon | Robert Seguso | John Fitgerald Anders Järryd        | 6–4, 2–6, 6–4, 7–6      |
| 1993 | US Open   | Rick Leach    | Martin Damm Karel Novaček           | 6–7, 6–4, 6–2           |

#### Elveszített döntői (2)
| Év   | Helyszín | Partner       | Ellenfél a döntőben         | Eredmény a döntőben     |
| 1987 | US Open  | Robert Seguso | Stefan Edberg Anders Järryd | 6–7, 2–6, 6–4, 7–5, 6–7 |
| 1989 | US Open  | Robert Seguso | John McEnroe Mark Woodforde | 4–6, 6–4, 3–6, 3–6      |

### Vegyes páros

#### Győzelmei (2)
| Év   | Helyszín      | Partner      | Ellenfél a döntőben                 | Eredmény a döntőben |
| 1986 | Roland Garros | Kathy Jordan | Rosalyn Fairbank Mark Edmondson     | 3–6, 7–6, 6–3       |
| 1986 | Wimbledon     | Kathy Jordan | Martina Navratilova Heinz Günthardt | 6–3, 7–6            |